# WWW: What a Wonderful World
WWW: What a Wonderful World è un film del 2006 diretto da Faouzi Bensaïdi.
La pellicola, prodotta da Marocco, Francia e Germania in lingua francese e araba, è stata presentata al 27º Festival di cinema africano di Verona.

## Riconoscimenti
- 2007 – Festival di cinema africano di Verona
  - Menzione speciale